# Zámek Weinberg
Zámek Weinberg je zámecký komplex v Horním Rakousku, na vrchu Weinberg nad městysem Kefermarkt v Mühlviertelu. První hrad na tomto místě byl postaven ve 12. století. Přestavbu na renesanční zámek provedl Hans Wilhelm von Zelking kolem roku 1600. Thürheimové jej koupili v roce 1629. Poté, co se zámek stal začátkem 80. let 20. století téměř neobyvatelným, v roce 1986 si zámek na 99 let pronajala spolková země Horní Rakousko, zrekonstruovala jej a v roce 1988 v prostorách uspořádala zemskou výstavu. Od roku 1989 slouží zámek jako zemské vzdělávací a hudební centrum. Impozantní zámek se nachází v nadmořské výšce kolem 600 m.

## Historie
Weinberg byl poprvé zmíněn v dokumentech v letech 1274, 1275 a 1305. Samotný hrad byl starší a vznikl po vymýcení okolních lesů. Teprve z roku 1378 existuje kupní smlouva, ve které jsou jedinými vlastníky hradu Zelkingové. Renovace byly provedeny za Hannse Wilhelma a hrad sloužil jako útočiště pro obyvatelstvo Kefermarktu během turecké hrozby (1594). Z tohoto důvodu měl hrad dobré vojenské vybavení. Protože Zelkingové byli protestanti, byli během protireformace nuceni hrad prodat. Christoph Wilhelm von Zelking, bratranec Hannse Wilhelma, prodal zámek 15. června 1629 za 210 000 zlatých a 1 200 říšských korun Hansi Christoph von Thürheim zu Bibrachzell, správci pasovského panství Ebelsberg.
Sami Thürheimerové stoupali po kariérním žebříčku a byli v roce 1666 jmenováni říšskými hrabaty. Během této doby byl zámek znovu a znovu mírně upravován a přestavován.
Zámek v roce 1945 zdevastovali sovětští vojáci, čímž se hlavní budova stala neobyvatelnou. V letech 1946 až 1954 sloužil zámek jako školicí středisko stavebního a dřevařského oboru. Krátkou dobu sloužil spolku obětí války jako dětská zotavovna.
Až do vymření rodu Thürheimů v roce 1961 zůstal Weinberg v jeho vlastnictví. Poté vlastnictví přešlo na Hanse Ludwiga von Gablenz-Thürheim a Christiana von Zimmermann-Thürheim. Spolek „Schloss Weinberg“ byl založen v roce 1983 s cílem zachránit téměř zchátralý zámek. V roce 1986 si spolková země Horní Rakousko pronajala zámek na 99 let a zrekonstruovala jej za zhruba 6 milionů eur. V roce 1988 byl zámek znovu otevřen zemskou expozicí na téma Mühlviertel - příroda, kultura, život. Od roku 1989 se na zámku a před ním každý druhý víkend v adventu koná adventní vánoční trh Weinberger. V prostorách zámku jsou vystaveny řemeslné výrobky. V bývalých reprezentačních místnostech se příležitostně konají koncerty a další kulturní akce, jako je velikonoční trh (od roku 1999) a jarmark seniorů (od roku 2007).
V blízkosti zámku byl v roce 1989 otevřen hospodský pivovar.

### Stavební historie
Zámek Weinberg je v podstatě gotický hrad, který byl v 16. století přestavěn na renesanční zámek. V severní části dnešního zámku je k vidění středověký hrad s obdélníkovou patrovou obytnou věží (26 x 27 metrů). Na počátku 14. století byl hrad obehnán kruhovou zdí s obrannými věžemi. Na konci 14. století byla na východní straně postavena zeď vysoká 18 metrů, silná 3 metry a dlouhá 26 metrů, aby hrad byl lépe chráněn.

### Popis
Úzké vnější nádvoří zámku obklopuje hlavní budovu, skutečný zámek. Jedná se o čtyřpodlažní budovu s obdélníkovým dvorem. Cisterna na nádvoří ústí do 42 metrů hluboké studny z roku 1589. Hradu dominuje čtvercová věž postavená kolem roku 1600. Cibulová věž byla přistavěna po požáru v roce 1882. Na západě jsou dvě kruhové nárožní věže s kuželovými střechami v nárožích domu.

#### Interiér
Bývalé reprezentační místnosti mají štukované stropy a jsou vybaveny lunetovými klenbami. Dveře jsou částečně opatřeny masivními, zdobenými portálovými zárubněmi. Při poslední rekonstrukci byly restaurovány barevné fresky na stěnách. V bývalém rodovém sále jsou krásná renesanční kachlová kamna s barevnými figurálními kachlemi antických a mytologických panovníků. Místnost zkrášluje 16 malovaných pyramid erbů. Rytířský sál, který zabírá celou východní frontu, je krytý valenou klenbou s freskami od Johanna Philippa Ruckerbauera.
Bohatý interiér 220 pokojů, stejně jako sbírka zbraní a rodinné muzeum byly ztraceny v roce 1945 při rabování. Zachránit se podařilo pouze barokní zámeckou lékárnu a obsáhlý zámecký archiv.